# Youngyouthara
× Youngyouthara, (abreviado Ygt) en el comercio, es un híbrido intergenérico entre los géneros de orquídeas Brassavola × Broughtonia × Cattleya × Caularthron. Fue publicado en Orchid Rev. 110(Suppl.): 83 (2002).